# Muntanyes Mentasta
Les Muntanyes Mentasta (en anglès Mantasta Mountains) a la part més oriental de l'Estat d'Alaska, formen l'extrem oriental de la serralada d'Alaska. Es troben al sud de l'Alaska Highway, a l'est de la Glenn Highway, al nord de les muntanyes Wrangell i a l'oest del riu Nabesna. A l'altra banda de la Glenn Highway hi ha la serralada d'Alaska, mentre el riu Nabesna les separa de les muntanyes Nutzotin. Formen el límit nord del Parc i Reserva Nacionals Wrangell - Saint Elias. El punt més elevat de les muntanyes Mentasta és el mont Noyes, amb una alçada de 2.483 m.